# Альфред Ланде
Альфред Ланде (нім. Alfred Landé; 13 грудня 1888, Ельберфельд, Німеччина — 30 жовтня 1976, Колумбус, Огайо, США) — німецький та американський фізик, який працював у галузі квантової теорії та спектроскопії. Відомий відкриттям g-фактора (фактора Ланде), поясненням ефекту Зеемана.

## Життєпис
Альфред Ланде народився 3 грудня 1888 року в Ельберфельді (що входить нині до складу Вупперталя), у світській єврейській родині. Його батько — адвокат Хуго Ланде (1859—1936) — служив головою провінційної адміністрації Дюссельдорфа, потім очолював правовий відділ у міській раді Ельберфельда від соціал-демократичної партії (1919). Мати — Текла Ланде (1864—1932), дочка прусського архітектора Моріца Ланде (1829—1888, автора проєкту Нової синагоги в Острово), була першою жінкою-депутатом Рейнської області (1919), того ж року виставлялася кандидатом від соціал-демократичної партії до Веймарських установчих зборів, у 1919—1932 роках обирана до міської ради Ельберфельда та Вупперталя. Батьки, родом із Острово, були двоюрідними братом і сестрою й одружилися 1887 року.
Від 1913 року вивчав математику в Геттінгенському університеті під керівництвом Гільберта, захистився 1914 року. Брав участь у війні, потім зайнявся вивченням будови атомів. Увів множник Ланде (гіромагнітний множник), що описує вплив магнітного поля на атомну орбіталь.
У 1929—1931 роках був запрошеним професором в Університеті штату Огайо. Після другого перебування в Огайо 1931 року формально емігрував до США, працював в Університеті штату Огайо, вивчав основи квантової механіки.

## Родина
- Брат — Франц Ланде[de] (1893—1942), диригент, музикознавець і музичний педагог, був депортований в Освенцім.
- Сестри — Шарлотта Ланде[de] (1890—1977), педіатриня, гігієністка, учена-медикиня, і Єва Стеделі (нім. Eva Stedeli, 1901—1977), педагогиня, теоретикиня реформаторської педагогіки[de].
- Син — Карл Ланде (1924—2005), політолог, професор Канзаського університету[8].